# Rogue One: Star Wars ngoại truyện
Rogue One: Star Wars ngoại truyện (tên gốc tiếng Anh: Rogue One: A Star Wars Story) là phim điện ảnh sử thi không gian của Mỹ năm 2016 do Gareth Edwards đạo diễn. Khâu kịch bản của phim do Chris Weitz và Tony Gilroy đảm nhiệm dựa trên cốt truyện gốc của John Knoll và Gary Whitta. Tác phẩm do hãng Lucasfilm phụ trách sản xuất và Walt Disney Studios Motion Pictures chịu trách nhiệm phân phối. Đây là phim điện ảnh đầu tiên trong loạt phim ngoại truyện của thương hiệu Star Wars, đồng thời cũng được coi là phần phim tiền truyện của tác phẩm Star Wars đầu tiên, Niềm hi vọng mới (1977). Rogue One: Star Wars ngoại truyện có sự tham gia diễn xuất của Felicity Jones, Diego Luna, Ben Mendelsohn, Chân Tử Đan, Mads Mikkelsen, Alan Tudyk, Riz Ahmed, Khương Văn và Forest Whitaker. Lấy bối cảnh vào thời điểm một tuần trước khi xảy ra các sự kiện của Niềm hi vọng mới, nội dung Rogue One: Star Wars ngoại truyện xoay quanh câu chuyện về Jyn Erso cùng một nhóm nổi dậy trong nhiệm vụ lấy cắp bản thiết kế của Ngôi sao Tử thần, một vũ khí hủy diệt của Đế chế Thiên hà. Bộ phim cũng đi sâu vào chi tiết chiến thắng đầu tiên của Liên minh Nổi dậy trước Đế chế, vốn được nhắc tới trong phần chữ chạy mở đầu của Niềm hi vọng mới.
Rogue One: Star Wars ngoại truyện được dựa theo một ý tưởng ban đầu do John Knoll thai nghén mười năm trước khi phim chính thức đi vào sản xuất. Phần tông nền cũng như phong cách làm phim đã được thay đổi so với những phim điện ảnh Star Wars truyền thống, bao gồm việc tỉnh lược phần chữ chạy mở đầu thường thấy. Quá trình quay phim chính được bắt đầu tại phim trường Pinewood Studios gần London vào đầu tháng 8 năm 2015 và kết thúc vào tháng 2 năm 2016. Các nhà làm phim đã phải quay lại một số phân cảnh vào giữa tháng 6 năm 2016.
Rogue One: Star Wars ngoại truyện khởi chiếu ra mắt tại Los Angeles vào ngày 10 tháng 12 năm 2016, và được công chiếu rộng rãi tại nhiều quốc gia trên thế giới vào ngày 16 tháng 12 năm 2016, trong đó có Mỹ và Việt Nam. Phim nhận được nhiều lời khen ngợi từ giới phê bình, đặc biệt đề cao diễn xuất, yếu tố hành động, phần nhạc nền và tông nền tối tăm hơn, dù một vài nhà phê bình chỉ trích quá trình xây dựng nhân vật và việc nhà sản xuất sử dụng công nghệ CGI để tái tạo lại hình ảnh gương mặt của một số nhân vật. Phim đạt doanh thu hơn 1 tỉ USD trên toàn thế giới, trở thành phim điện ảnh có doanh thu cao thứ nhì năm 2016 và cao thứ 20 mọi thời đại, bỏ qua lạm phát. Rogue One: Star Wars ngoại truyện nhận được hai đề cử Giải Oscar cho Hòa âm hay nhất và Hiệu ứng hình ảnh xuất sắc nhất.

## Nội dung
Jyn Erso phải chạy trốn sau khi cha cô, nhà khoa học Galen Erso, bị Orson Krennic ép phải làm việc cho Đế chế để hoàn thành vũ khí hủy diệt tối thượng Ngôi sao Tử thần. Mười lăm năm sau, Galen sắp đặt cho Bodhi Rook, một phi công chở hàng đào thoát của Đế chế, chuyển một tin nhắn cho quân Nổi dậy. Trong khi đó, Jyn–nay đã trưởng thành–bị bắt bởi Đế chế, và được quân Nổi dậy cứu, nhằm dùng cô để truy tìm Galen và ngay sau khi tìm được sẽ giết ông ấy để vũ khí không được hoàn thành. Jyn cùng sĩ quan Cassian Andor (Diego Luna) và người máy K-2SO (Alan Tudyk) đi tìm Galen; Andor thực chất được bí mật giao nhiệm vụ giết ngay Galen sau khi tìm được.
Trong cuộc truy tìm, Jyn gặp lại người đã cưu mang cô và là bạn của cha mình, Saw Gerrera, người đã bắt được Rook và có thông điệp hình ảnh ba chiều mà Galen gửi cho Jyn. Đoạn tin nhắn cho thấy tình cảm của cha cô dành cho cô và cho thấy sự cưỡng chế của ông khi hoàn thành dự án. Thông điệp tiết lộ rằng bản thiết kế Ngôi sao Tử thần có chứa một điểm yếu mà nhờ đó có thể hủy diệt trạm và nó đang được cất ở trong một ngân hàng lưu trữ bảo mật trên hành tinh Scarif.
Cùng lúc đó, trên trạm Ngôi sao Tử thần, Grand Moff Tarkin gặp Krennic và hoài nghi về sức mạnh của Ngôi sao Tử thần. Krennic thể hiện sức mạnh của trạm không gian bằng cách phá hủy thành phố Jedha với số lượng lớn quân Nổi dậy. Saw chết. Tarkin tìm cách vi phạm an ninh như một cái cớ để lấy dự án từ tay Krennic.
Tại một nhà máy nghiên cứu của Đế chế, Krennic biết về việc một phi công đào thoát và một vi phạm an ninh đã diễn ra. Galen nhận trách nghiệm và bị thương sau một cuộc dội bom lớn của quân Nổi dậy. Galen chết trong vòng tay của Jyn sau khi cô tìm được ông. Tại căn cứ phiến quân, Jyn đề xuất một kế hoạch để ăn cắp bản thiết kế Ngôi sao Tử thần từ cơ sở Scarif, nhưng không có cách nào để xác minh sự thật và không có sự đồng thuận giữa quân nổi dậy. Không được ủng hộ, Jyn, Cassian, K-2SO và nhóm nổi dậy gồm Rook, chiến binh Chirrut Îmwe và sát thủ Baze Malbus và các phiến quân nổi dậy quyết định tự mình công kích Scarif và lấy bản thiết kế. Trong khi ba người đang tìm bản thiết kế thì những người còn lại đánh lạc hướng quân đội Stormtrooper ở phía ngoài. Họ được sự giúp đỡ của quân Nổi dậy, phá trạm không gian điều khiển các cổng chắn trên Scarif. Jyn tìm được bản thiết kế, nhưng K-2SO phải niêm phong bên trong hầm để có đủ thời gian cho cô hoàn thành tìm kiếm. Để làm tăng thời gian, K-2SO đã phải hi sinh. Còn về Chirrut và Baze, lúc ấy Rook cần phải kích hoạt công tắc ngoài giữa chiến trường, Chirrut đã làm điều đó theo Thần Lực và đã thành công. Nhưng sau khi hoàn thành, ông đã bị quân Đế chế bắn hạ. Baze rất tức giận và tiêu diệt toán quân Deathtrooper và Stormtrooper. Và rồi một Deathtrooper đã kích hoạt bom làm cho Baze ra đi cùng người bạn Chirrut của mình. Ngay lúc ấy, Jyn Erso đối mặt với Krennic và hắn biết được sự thật của thông tin mà Galen gửi. Krennic tuyên bố chiến thắng của Đế chế, và bị bắn bởi Andor.
Nhận được tin cuộc tấn công, Tarkin quyết định sử dụng Ngôi sao Tử thần để phá hủy toàn bộ Scarif. Jyn sử dụng máy phát của căn cứ để truyền thông tin cho tàu chỉ huy của quân Nổi dậy nhưng cô và Andor cùng hi sinh trước cảnh Ngôi sao Tử thần hủy diệt căn cứ. Con tàu bị chặn đứng bởi quân Đế chế cùng với Darth Vader. Trước khi toàn bộ con tàu bị bắt giữ, thì một tàu thoát hiểm được phóng ra đem theo bản kế hoạch. Trên con tàu thoát hiểm, bản kế hoạch được đưa cho Công chúa Leia.

## Diễn viên
- Felicity Jones vai Jyn Erso.[6]
  - Beau và Dolly Gadsdon vai Jyn Erso hồi nhỏ.
- Diego Luna vai Cassian Andor, đội trưởng và sĩ quan tình báo phe Nổi dậy.[7][8]
- Ben Mendelsohn vai Orson Krennic, Giám đốc của Viện Nghiên cứu Vũ khí Tối tân.[9]
- Chân Tử Đan vai Chirrut Îmwe, một chiến binh tâm linh bị mù tin vào Thần lực.[7]
- Mads Mikkelsen vai Galen Erso, bố của Jyn và là nhà khoa học phát triển vũ khí cho Đế chế.[10]
- Alan Tudyk vai K-2S0, một người máy của Đế chế do phe Nổi dậy lập trình lại và sở hữu.[11]
- Riz Ahmed vai Bodhi Rook, một phi công chở hàng đã đào ngũ khỏi Đế chế.[12]
- Jimmy Smits vai Bail Organa[13]
- James Earl Jones lồng tiếng Darth Vader[14]
- Khương Văn vai Baze Malbius, một sát thủ tự do và bạn đồng hành của Chirrut.[7]
- Forest Whitaker vai Saw Garrera, cựu chiến binh trong Chiến tranh Vô tính và bạn cũ của gia đình nhà Erso. Từng xuất hiện trong chương trình hoạt hình Star Wars: The Clone Wars và nhắc tới trong cuốn sách Star Wars:Bloodline[15]. Nhân vật này xuất hiện lần nữa trong chương trình Star Wars Rebels

Genevieve O'Reilly trở lại vai diễn Mon Mothma trong Revenge of the Sith. Anthony Daniels trở lại vai diễn Nghị sĩ Bail Organa người máy C-3PO. Phần hành động của Darth Vader được đóng bởi Spencer Wilding và Daniel Naprous. Grand Moff Tarkin và Công chúa Leia được đóng bởi Guy Henry và Ingvild Deila, với sự trợ giúp của công nghệ CGI. Henry lồng tiếng cho Tarkin, còn những đoạn lồng tiếng cũ của bà Fisher được dùng cho Leia. Angus MacInnes và Drewe Henley cũng có mặt trong phim Đội trưởng Vàng Dutch Vander và Đội trưởng Đỏ Garven Dreis, bằng cách dùng những thước phim cũ của bộ phim gốc rồi ghép vào; MacInnes cũng trở lại để lồng tiếng nhiều đoạn hội thoại mới cho nhân vật, còn phần hội thoại của diễn viên quá cố Drewe Henley được lấy trong kho lưu trữ cũ của Lucasfilm. David Ankrum, diễn viên lồng tiếng cho Wedge Antilles trong A New Hope, trở lại với một đoạn âm thanh cameo trong phim. Ian McElhinney, Michael Smiley, Andy de la Tour và Tim Beckmann lần lượt đóng những vai Tướng Jan Dodonna, Bác sĩ Evazan, Tướng Hurst Romodi và Chỉ huy Raymus Antilles. Warwick Davis đóng vai Weeteef Cyubee, một thành viên của nhóm Partisan.
Hơn nữa, Alistair Petrie đóng vai Tướng Davits Draven, Ben Daniels vào vai tướng Antoc Merrick, và Valene Kane vai Lyra Erso, mẹ của Jyn. Jonathan Aris, Fares Fares và Sharon Duncan-Brewster xuất hiện lần lượt với vai Nghị sĩ Nower Jebel, Vasp Vaspar, và Tynnra Pamlo. Simon Farnaby đóng vai một thành viên của Đội Bay Xanh. Jordan Stephens xuất hiện trong vai Hạ sĩ Tonc. Nick Kellington trong vai Bistan. Ian Whyte vai Moroff, một thành viên của nhóm Partisans. Daniel Mays xuất hiện với vai Tivik. Rian Johnson và Ram Bergman, đạo diễn và nhà sản xuất của bộ phim Star Wars: Jedi cuối cùng, đóng vai hai người điều khiển chùm la-de của Ngôi sao Tử thần. Richard Franklin xuất hiện với vai một kĩ thuật viên trên Ngôi sao Tử thần.

## Sản xuất

### Phát triển
Vào tháng 2 năm 2013, CEO của Công ty Walt Disney Bob Iger đã xác nhận sự phát triển của hai bộ phim độc lập, mỗi bộ phim được viết kịch bản riêng bởi Lawrence Kasdan và Simon Kinberg.Vào ngày 6, tháng 12, Entertainment Weekly thông báo rằng Lucasfilm đang làm việc trên 2 bộ phim về Han Solo và Boba Fett. Kathleen Kennedy giải thích rằng bộ phim riêng này sẽ không kết hợp với bộ ba phần phim hậu truyện: 
George biết rất rõ về cách mà loạt phim hoạt động. Thứ tiêu chuẩn mà anh ấy đã tạo ra là bộ sử thi Chiến tranh giữa các vì sao gốc. Bây giờ thì Tập VII cũng thuộc vào một trong số đó. Các phim điện ảnh ăn theo, hoặc chúng tôi sẽ nghĩ ra một tên gọi nào đó để đặt cho chúng, cũng được xếp vào cái vũ trụ rộng lớn mà George đã tạo ra ấy. Không có kế hoạch nào để đưa những nhân vật bên ngoài, trong những phần phim riêng vào trong loạt phim gốc. Do đó, từ góc nhìn của nhà sáng lập, nó là một hướng đi mà George đã vạch ra rất rõ.
John Knoll, giám sát hiệu ứng hình ảnh cho bộ ba trước Star Wars, đã đưa ra ý tưởng cho bộ phim 10 năm trước khi phát triển; sau khi Disney mua lại Lucasfilm, anh cảm thấy như thể anh phải đề xuất nó một lần nữa hoặc mãi mãi tự hỏi "điều gì sẽ xảy ra nếu bộ phim được sản xuất".[45][46] Vào tháng 5 năm 2014, Disney thông báo rằng Gareth Edwards sẽ đạo diễn bộ phim và Gary Whitta sẽ viết kịch bản.[47] Vào tháng 10, nhà quay phim Greig Fraser tiết lộ rằng anh sẽ làm việc cho bộ phim.[48] Vào tháng 1 năm 2015, thông báo rằng Whitta đã hoàn thành công việc của mình với kịch bản phim, và sẽ không làm việc với dự án nữa.[49] Simon Kinberg được cho là người thay thế.[50] Vào cuối tháng, có thông báo rằng Chris Weitz đã ký để viết kịch bản cho bộ phim.[51] Vào tháng 3 năm 2015, tiêu đề phim được công bố.
Vào tháng 7 năm 2016, thảo luận rằng liệu bộ phim có đoạn mở đầu, Kennedy nói, "chúng tôi đang nghĩ về nó, nhưng tôi không nghĩ rằng những bộ phim [Anthology] này sẽ có đoạn mở đầu." Edwards nói: "Ý tưởng là bộ phim này được cho là khác với các bộ phim saga... [tuy nhiên,] bộ phim này được sinh ra từ một thu thập dữ liệu. Điều đó đã truyền cảm hứng cho bộ phim này là một thu thập dữ liệu và những gì được viết trong đó. Có cảm giác rằng nếu chúng tôi đã thu thập thông tin, thì nó sẽ tạo ra một bộ phim khác. Và câu trả lời trung thực là bạn sẽ phải chờ xem. ”[53] Cùng tháng đó, tại Lễ hội Star Wars 2016, Edwards nói danh hiệu có ba ý nghĩa: "một dấu hiệu quân sự", ám chỉ đến Hải đội Đỏ từ A vọng mới; "một" rogue "một trong những" nhượng quyền thương mại, cho rằng nó là bộ phim đầu tiên không phải là một phần của saga chính; và mô tả về tính cách của Jyn Erso. [54] Vào tháng 11 năm 2016, Kennedy xác nhận rằng bộ phim sẽ không có thu thập dữ liệu mở, thay vào đó bắt đầu bằng "một cách truyền thống, chỉ với tiêu đề". [
Edwards nói rằng phong cách của phim sẽ giống một bộ phim về chiến tranh, "Nó là thực tế của chiến tranh. Người tốt thì xấu. Người xấu thì tốt. Nó rất phức tạp, nhiều chiều, đây là một kịch bản rất phong phú để làm phim".

### Tuyển diễn viên
Vào tháng 1, năm 2015, The Hollywood Reporter thông báo rằng rất nhiều diễn viên, trong đó có Tatiana Mastany, Rooney Mara và Felicity Jones, đang được thử vai cho nhân vật nữ chính. Vào tháng 2, năm 2015, Jones đã được vào vai nữ chính của phim, trong khi đó thì Aaron Paul và Édger Ramisrez cũng có tiềm năng làm nhân vật nam chính của bộ phim. Vào tháng 3 năm 2015, Felicity chính thức vào vai Jyn. Vào tháng 5, Mendelsohn, Ahmed, và Diego Luna được thêm vào danh sách diễn viên. Forest Whitaker được thêm vào vai diễn vào tháng 6 năm 2015.

### Quay phim

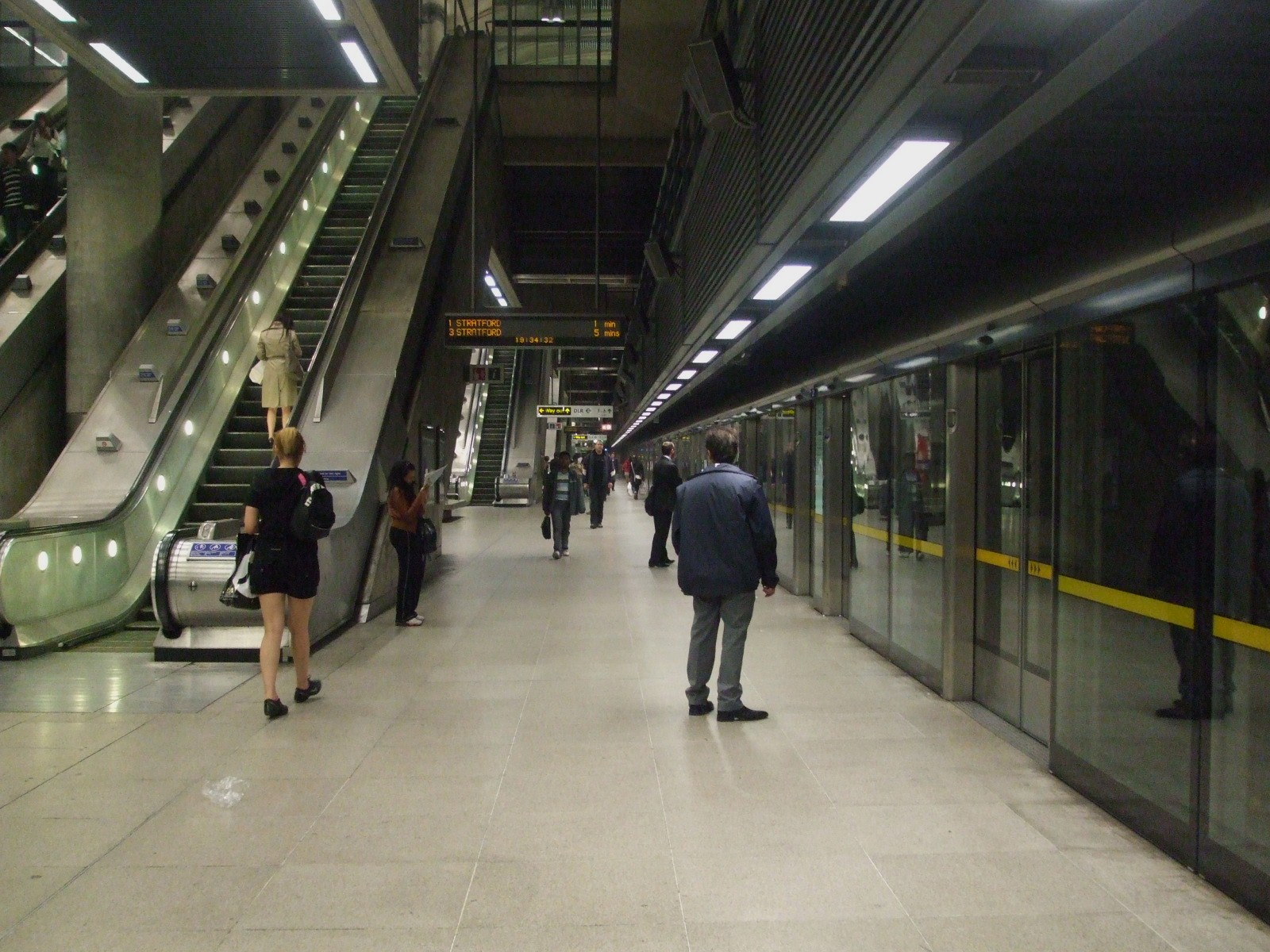
Ga tàu Canary Wharf, một trong các địa điểm quay phim

Giai đoạn quay phim chính bắt đầu ở trường quay Elstree tại Hertfordshire vào tháng 8, năm 2015. Đa số cảnh quay được hoàn thiện ở trường quay Pinewood tại Buckinghamshire, Anh. Phim được quay bằng ống kính Ultra Panavision 70 với máy quay Arri Alexa 65.
Địa điểm quay phim ở nhiều nơi trên thế giới. Tại Ai-len, đoàn làm phim quay ở Reynisfjara, và quanh dãy núi Hjörleifshöfði và Hafursey tại Mýrdalssandur, trong phim được thể hiện bằng hành tinh Lah'mu và Eadu. Ngoài ra, khu vực Krafla với các miệng núi lửa của nó và các rặng đá ở Mývatn cũng được sử dụng. Các đảo Gan và Baresdhoo tại Rặng san hô Laamu ở Maldives, cùng với RAF Bovingdon được sử dụng để tạo nên Scarif. Wadi Rum tại Jordan cũng được dùng để miêu tả Jedha.

### Âm nhạc
Vào tháng 3 năm 2015, Alexandre Desplat được soạn nhạc cho phim. Nhưng sau khi bộ phim được quay lại thì Michael Giacchino đã thay thế soạn nhạc cho Rogue One.
| STT              | Nhan đề                                                          | Thời lượng |
| ---------------- | ---------------------------------------------------------------- | ---------- |
| 1.               | "He's Here For Us (A Krennic Condition)"                         | 3:20       |
| 2.               | "A Long Ride Ahead (Jyn and Scare it)"                           | 3:56       |
| 3.               | "Wobani Imperial Labor Camp (Jyncarcerated)"                     | 0:54       |
| 4.               | "Trust Goes Both Ways (Going to See Saw)"                        | 2:45       |
| 5.               | "When Has Become Now (That New Death Star Smell)"                | 1:59       |
| 6.               | "Jedha Arrival (Jedha Call Saw)"                                 | 2:48       |
| 7.               | "Jedha City Ambush (When Ambush Comes to Shove)"                 | 2:19       |
| 8.               | "Star-Dust (Erso Facto)"                                         | 3:47       |
| 9.               | "Confrontation on Eadu (Go Do, That Eadu, That You Do, So Well)" | 8:05       |
| 10.              | "Krennic's Aspirations (Have a Choke and Smile)"                 | 4:16       |
| 11.              | "Rebellions Are Built on Hope (Erso in Vain)"                    | 2:56       |
| 12.              | "Rogue One (Takes One to Rogue One)"                             | 2:04       |
| 13.              | "Cargo Shuttle SW-0608 (World's Worst Vacation Destination)"     | 3:59       |
| 14.              | "Scrambling the Rebel Fleet (Scarif Tactics)"                    | 1:33       |
| 15.              | "AT-ACT Assault (Bazed and Confused)"                            | 2:55       |
| 16.              | "The Master Switch (Switch Hunt)"                                | 4:02       |
| 17.              | "Your Father Would Be Proud (Transmission Impossible)"           | 4:51       |
| 18.              | "Hope (Live and Let Jedi)"                                       | 1:37       |
| 19.              | "Jyn Erso and Hope Suite"                                        | 5:51       |
| 20.              | "The Imperial Suite"                                             | 2:29       |
| 21.              | "Guardians of the Whills Suite"                                  | 2:52       |
| Tổng thời lượng: | Tổng thời lượng:                                                 | 69:28      |

## Phát hành

### Quảng bá
Sự ra mắt của bộ phim Rogue One: Star Wars ngoại truyện đã bị hoãn lại bởi bộ phim Nhiệm vụ bất khả thi: Quốc gia bí ẩn (Mission: Impossible – Rogue Nation) được trình chiếu vào tháng 7,2015, do sự giống nhau giữa tên của hai bộ phim Rogue One: Star Wars ngoại truyện và Quốc gia bí ẩn (Rogue Nation). LucasFilm đã phải đạt thỏa thuận với hãng phim Paramount về tên của hai bộ phim nhằm không gây ra hiểu lầm với công chúng. LucasFilm đã phải ngăn cấm mọi quảng cáo về Rogue One: Star Wars ngoại truyện cho tới giữa năm 2015, ngoại lệ là một trailer ngắn của bộ phim được trình chiếu ở buổi Lễ Kỷ Niệm Chiến tranh Giữa Các Vì sao ở Anaheim vào năm đó.
Một teaser trailer của bộ phim được phân phối bởi LucasFilm vào ngày 7,tháng 4 năm 2016 được đánh giá cao bởi người xem do sự thể hiện của nhân vật nữ chính mạnh mẽ. The Daily Telegraph miêu tả Jyn Erso như một "kẻ xảo trá, nữ anh hùng phong cách Han Solo", gọi bộ phim là hướng tới sự trung thành với thiết kế trong loạt phim Chiến tranh giữa các vì sao gốc.. The Atlantic cho biết bộ phim có "mang lại những mảnh kiến trúc đáng nhớ, từ chiếc AT-AT của Đế chế đến cả chính Ngôi sao Tử thần, chưa kể đến trang phục thập niên 70 của Star Wars. Trailer của phim nhận được hơn 30 triệu lượt xem trên Youtube lẫn Facebook chỉ trong 29 giờ, với số lượng người xem trung bình là 800.000 người/1 giờ, vượt qua số lượng 200.000 người của Star Wars: The Force Awakens.

### Tiểu thuyết
Một cuốn tiểu thuyết tie-in, Catalyst: A Rogue One Novel, được xuất bản vào 15, tháng 12 năm 2015. Được viết bởi James Luceno, câu chuyện đặt vài năm trước sự kiện trong phim.

## Đón nhận

### Doanh thu phòng vé
Rogue One: Star Wars ngoại truyện đã thu về 485,1 triệu USD ở Mỹ và Canada và $437.1 ở các vùng khác, tổng cộng hơn $922.2 triệu. Vào 8/1/2016 bộ phim đã trở thành bộ phim có doanh thu hơn $900 triệu và đứng thứ 5, gồm Zootopia, Captain America: Civil War, The Jungle Book, và Đi tìm Dory.

### Đánh giá chuyên môn
Rogue One: Star Wars ngoại truyện được đánh giá tích cực từ hầu hết các nhà phê bình. Trên Rotten Tomatoes, bộ phim đạt 7.5/10 dựa trên 325 bình luận. Trên Metacritic, bộ phim có điểm 65 trên 100 qua 51 lời phê. Khán giả cho phim điểm trung bình là "A" trên CinemaScore qua thang điểm từ F đến A+.

### Giải thưởng
| Giải thưởng                                     | Ngày                | Hạng mục                                                          | Đề cử                                                                                         | Kết quả   | Nguồn        |
| ----------------------------------------------- | ------------------- | ----------------------------------------------------------------- | --------------------------------------------------------------------------------------------- | --------- | ------------ |
| Giải Oscar                                      | 26 tháng 2 năm 2017 | Hòa âm hay nhất                                                   | David Parker, Christopher Scarabosio và Stuart Wilson                                         | Đề cử     | [ 49 ] [ 5 ] |
| Giải Oscar                                      | 26 tháng 2 năm 2017 | Hiệu ứng hình ảnh xuất sắc nhất                                   | Neil Corbould, Hal Hickel, John Knoll và Mohen Leo                                            | Đề cử     | [ 49 ] [ 5 ] |
| Giải thưởng Điện ảnh Viện Hàn lâm Anh Quốc      | 12 tháng 2 năm 2017 | Hoá trang và làm tóc xuất sắc nhất                                | Amanda Knight, Neal Scanlan và Lisa Tomblin                                                   | Đề cử     | [ 50 ]       |
| Giải thưởng Điện ảnh Viện Hàn lâm Anh Quốc      | 12 tháng 2 năm 2017 | Hiệu ứng hình ảnh xuất sắc nhất                                   | Neil Corbould, Hal Hickel, John Knoll, Mohen Leo và Nigel Sumner                              | Đề cử     | [ 50 ]       |
| Giải thưởng của Hiệp hội Âm thanh Điện ảnh      | 18 tháng 2 năm 2017 | Thành tựu đột phá trong hòa âm đối với phim điện ảnh – Người đóng | Joel Iwataki, Nick Kray, David Parker, Frank Rinella, Christopher Scarabosio và Stuart Wilson | Đề cử     | [ 51 ]       |
| Giải thưởng của Nghiệp đoàn Thiết kế Phục trang | 21 tháng 2 năm 2017 | Xuất sắc nhất đối với phim kỳ ảo                                  | David Crossman và Glyn Dillon                                                                 | Đề cử     | [ 52 ]       |
| Giải Dragon                                     | 3 tháng 9 năm 2017  | Phim khoa học viễn tưởng hoặc phim kỳ ảo                          | Rogue One: Star Wars ngoại truyện                                                             | Đề cử     | [ 53 ]       |
| Giải Empire                                     | 19 tháng 3 năm 2017 | Phim hay nhất                                                     | Rogue One: Star Wars ngoại truyện                                                             | Đoạt giải | [ 54 ]       |
| Giải Empire                                     | 19 tháng 3 năm 2017 | Phim khoa học viễn tưởng/kỳ ảo hay nhất                           | Rogue One: Star Wars ngoại truyện                                                             | Đề cử     | [ 54 ]       |
| Giải Empire                                     | 19 tháng 3 năm 2017 | Nữ diễn viên chính xuất sắc nhất                                  | Felicity Jones                                                                                | Đoạt giải | [ 54 ]       |
| Giải Empire                                     | 19 tháng 3 năm 2017 | Nam diễn viên mới xuất sắc nhất                                   | Riz Ahmed                                                                                     | Đề cử     | [ 54 ]       |
| Giải Empire                                     | 19 tháng 3 năm 2017 | Đạo diễn xuất sắc nhất                                            | Gareth Edwards                                                                                | Đoạt giải | [ 54 ]       |
| Giải Empire                                     | 19 tháng 3 năm 2017 | Thiết kế phục tranh xuất sắc nhất                                 | Rogue One: Star Wars ngoại truyện                                                             | Đề cử     | [ 54 ]       |
| Giải Empire                                     | 19 tháng 3 năm 2017 | Thiết kế sản xuất xuất sắc nhất                                   | Rogue One: Star Wars ngoại truyện                                                             | Đề cử     | [ 54 ]       |
| Giải Empire                                     | 19 tháng 3 năm 2017 | Hóa trang và làm tóc xuất sắc nhất                                | Rogue One: Star Wars ngoại truyện                                                             | Đề cử     | [ 54 ]       |
| Giải Empire                                     | 19 tháng 3 năm 2017 | Hiệu ứng hình ảnh xuất sắc nhất                                   | Rogue One: Star Wars ngoại truyện                                                             | Đề cử     | [ 54 ]       |
| Giải Hugo                                       | 11 tháng 8 năm 2017 | Trình diễn chính kịch xuất sắc nhất, dạng dài                     | Chris Weitz và Tony Gilroy                                                                    | Đề cử     | [ 55 ]       |
| Giải thưởng của Hiệp hội Quản lý Địa điểm       | 8 tháng 4 năm 2017  | Địa điểm đột phá trong phim lịch sử                               | Mark Somner và David O'Reily                                                                  | Đề cử     | [ 56 ]       |
| Giải thưởng của Hiệp hội Quản lý Địa điểm       | 8 tháng 4 năm 2017  | Ủy ban điện ảnh đột phá                                           | "Jedha" - Royal Film Commission Jordan                                                        | Đoạt giải | [ 56 ]       |
| Giải Điện ảnh và Truyền hình của MTV            | 17 tháng 5 năm 2017 | Bộ phim của năm                                                   | Rogue One: Star Wars ngoại truyện                                                             | Đề cử     | [ 57 ]       |
| Giải Điện ảnh và Truyền hình của MTV            | 17 tháng 5 năm 2017 | Anh hùng xuất sắc nhất                                            | Felicity Jones                                                                                | Đề cử     | [ 57 ]       |
| Giải Ray Bradbury                               | 20 tháng 5 năm 2017 | Trình diễn chính kịch đột phá                                     | Chris Weitz, Tony Gilroy và Gareth Edwards                                                    | Đề cử     | [ 58 ]       |
| Giải Sao Thổ                                    | 28 tháng 6 năm 2017 | Phim khoa học viễn tưởng hay nhất                                 | Rogue One: Star Wars ngoại truyện                                                             | Đoạt giải | [ 59 ]       |
| Giải Sao Thổ                                    | 28 tháng 6 năm 2017 | Đạo diễn xuất sắc nhất                                            | Gareth Edwards                                                                                | Đoạt giải | [ 59 ]       |
| Giải Sao Thổ                                    | 28 tháng 6 năm 2017 | Kịch bản xuất sắc nhất                                            | Chris Weitz và Tony Gilroy                                                                    | Đề cử     | [ 59 ]       |
| Giải Sao Thổ                                    | 28 tháng 6 năm 2017 | Nữ diễn viên chính xuất sắc nhất                                  | Felicity Jones                                                                                | Đề cử     | [ 59 ]       |
| Giải Sao Thổ                                    | 28 tháng 6 năm 2017 | Nam diễn viên phụ xuất sắc nhất                                   | Diego Luna                                                                                    | Đề cử     | [ 59 ]       |
| Giải Sao Thổ                                    | 28 tháng 6 năm 2017 | Nhạc phim hay nhất                                                | Michael Giacchino                                                                             | Đề cử     | [ 59 ]       |
| Giải Sao Thổ                                    | 28 tháng 6 năm 2017 | Dựng phim xuất sắc nhất                                           | John Gilroy, Colin Goudie và Jabez Olssen                                                     | Đề cử     | [ 59 ]       |
| Giải Sao Thổ                                    | 28 tháng 6 năm 2017 | Thiết kế sản xuất xuất sắc nhất                                   | Doug Chiang và Neil Lamont                                                                    | Đề cử     | [ 59 ]       |
| Giải Sao Thổ                                    | 28 tháng 6 năm 2017 | Thiết kế phục trang xuất sắc nhất                                 | David Crossman và Glyn Dillon                                                                 | Đề cử     | [ 59 ]       |
| Giải Sao Thổ                                    | 28 tháng 6 năm 2017 | Hóa trang xuất sắc nhất                                           | Amy Byrne                                                                                     | Đề cử     | [ 59 ]       |
| Giải Sao Thổ                                    | 28 tháng 6 năm 2017 | Hiệu ứng hình ảnh xuất sắc nhất                                   | Neil Corbould, Hal Hickel, John Knoll và Mohen Leo                                            | Đoạt giải | [ 59 ]       |
| Giải Teen Choice                                | 13 tháng 8 năm 2017 | Lựa chọn phim khoa học viễn tưởng                                 | Rogue One: Star Wars ngoại truyện                                                             | Đề cử     | [ 60 ]       |
| Giải Teen Choice                                | 13 tháng 8 năm 2017 | Lựa chọn nam diễn viên phim khoa học viễn tưởng                   | Diego Luna                                                                                    | Đề cử     | [ 60 ]       |
| Giải Teen Choice                                | 13 tháng 8 năm 2017 | Lựa chọn nữ diễn viên phim khoa học viễn tưởng                    | Felicity Jones                                                                                | Đề cử     | [ 60 ]       |
| Giải thưởng của Hiệp hội Hiệu ứng Hình ảnh      | 7 tháng 2 năm 2017  | Hiệu ứng hình ảnh đột phá trong phim điện ảnh người đóng          | Neil Corbould, Erin Dusseault, Hal Hickel, John Knoll và Nigel Sumner                         | Đề cử     | [ 61 ]       |
| Giải thưởng của Hiệp hội Hiệu ứng Hình ảnh      | 7 tháng 2 năm 2017  | Trình diễn hoạt hình đột phá trong phim điện ảnh người đóng       | "Grand Moff Tarkin" – Cyrus Jam, Sven Jensen, Jee Young Park và Steve Walton                  | Đề cử     | [ 61 ]       |
| Giải thưởng của Hiệp hội Hiệu ứng Hình ảnh      | 7 tháng 2 năm 2017  | Sáng tạo môi trường đột phá trong phim điện ảnh người đóng        | "Scarif Complex" – Enrico Damm, Yanick Dusseault, Kevin George và Olivier Vernay-Kim          | Đề cử     | [ 61 ]       |
| Giải thưởng của Hiệp hội Hiệu ứng Hình ảnh      | 7 tháng 2 năm 2017  | Quay phim đột phá trong phim điện ảnh người đóng                  | "Space Battle" – Steve Ellis, Barry Howell, Euising Lee và John Levin                         | Đề cử     | [ 61 ]       |
| Giải thưởng của Hiệp hội Hiệu ứng Hình ảnh      | 7 tháng 2 năm 2017  | Mô hình đột phá trong dự án người đóng hoặc hoạt hình             | "Princess Leia" – Paul Giacoppo, Gareth Jensen, James Tooley và Todd Vaziri                   | Đề cử     | [ 61 ]       |
| Giải thưởng của Hiệp hội Hiệu ứng Hình ảnh      | 7 tháng 2 năm 2017  | Mô hình đột phá trong dự án người đóng hoặc hoạt hình             | "Star Destroyer" – Marko Chulev, Steven Knipping, Jay Machado và Akira Orikasa                | Đề cử     | [ 61 ]       |
| Giải thưởng của Hiệp hội Hiệu ứng Hình ảnh      | 7 tháng 2 năm 2017  | Mô phỏng hiệu ứng đột phá trong phim điện ảnh người đóng          | "Jedha Destruction" – Luca Mignardi, Ciaran Moloney, Matt Puchala và Miguel Perez Senent      | Đề cử     | [ 61 ]       |